# Tubakia japonica
Tubakia japonica är en svampart som först beskrevs av Pier Andrea Saccardo, och fick sitt nu gällande namn av B. Sutton 1973. Tubakia japonica ingår i släktet Tubakia, ordningen Diaporthales, klassen Sordariomycetes, divisionen sporsäcksvampar och riket svampar.   Inga underarter finns listade i Catalogue of Life.